# День трудящих (Іран)
День трудящих, або День робітників (перс. روز کارمند) — іранське свято, що відзначається 26 серпня (4 шахрівара за календарем сонячної хіджри).

## Історія свята
День трудящих був включений до списку свят і пам'ятних днів Ірану Верховною радою культурної революції під час президентства Мохаммада Алі Раджаї. Він був президентом країни в період з 2 серпня 1981 року по 30 серпня 1981 і був убитий через два тижні після інавгурації під час зустрічі з прем'єр-міністром.

## Робітники в історії Ірану
У період правління шаха Мохаммеда Рези Пахлаві фінансове і соціальне становище Ірану було гнітючим. У деяких регіонах була загроза голоду. Саме такий стан робітників став однією з причин Ісламської революції в Ірані — і саме на апеляції до злиденного становища робочих спирався у своїй передреволюційній агітації імам Хомейні.
Майбутній президент Раджаї 1980 року, обіймаючи посаду міністра освіти, говорив про важливість свята на честь робітників так: «Ми повинні звільнити наші голови від розуміння того, що ми є лише адміністративними працівниками, сісти за стіл і звернутися до того факту, що людство сформувалося в невідривному зв'язку з роботою. Людина може бути творцем, роблячи те, що бажає сама».
Верховний керівник Ірану аятолла Імам Хомейні також неодноразово висловлювався про важливість робітників, що можна побачити в його промовах, наприклад: «Робітники, які працюють на фабриках, — перемога і гордість нації»; «Робота — богослужіння робітника».
Під час ірано-іракської війни 1980—1988 років важливість працівників тилу, особливо працівників промислових і оборонних підприємств, було складно переоцінити. Уряду недавно створеної Ісламської республіки необхідно було показати корінну відмінність від попередніх влад Ірану, в період правління яких робітники жебракували, заручитися їхньою підтримкою і мотивувати їх на працю.
Можливо, це стало однією з причин того, що День робітників був визнаний на офіційному рівні. В цей день зазвичай відбуваються нагородження заслужених працівників і концерти, присвячені ролі робітника в житті і добробуті країни.